# У старій Аризоні
«У старій Аризоні» (англ. In Old Arizona) — американський чорно-білий художній фільм, драматичний вестерн режисера Ірвінга Каммінгса, що вийшов в 1928 році. У головних ролях знімались Ворнер Бакстер, Едмунд Лоу і Дороті Берджесс.
Фільм номінувався на п'ять статуеток премії «Оскар» в категоріях «Найкращий фільм», «Найкраща режисерська робота» (Ірвінг Каммінгс), «Найкраща чоловіча роль» (Ворнер Бакстер; єдина виграна статуетка), «Найкраща операторська робота» (Артур Едісон) і «Найкращий адаптований сценарій» (Том Беррі).

## Сюжет
Сержант Мікі Данн вже кілька місяців намагається засадити за ґрати відомого злочинця Сіско Кіда. Кід витрачає більшу частину вкрадених грошей на улюблену жінку Тонью, яка зраджує йому в його відсутність. Тонья знайомиться з Данном і дізнається, що за голову її коханця Кіда доручено велику винагороду. Вона вирішує скористатися цим і об'єднується з сержантом.

## У ролях
- Ворнер Бакстер — Сіско Кід
- Едмунд Лоу — сержант Мікі Данн
- Дороті Берджесс — Тоні Марія
- Генрі Арметта — перукар
- Джеймс Бредбері молодший — солдат
- Джо Браун — бармен
- Френк Кампе — чоловік, що полює на Кіда
- Джон Вебб Діллон — солдат
- Альфонсе Етьє — шериф
- Джим Фарлі — городянин

## Фільмування
Фільм знімався в національних парках Брайс-Каньйон і Зайон, а також впустелі Мохаве. Як режисер розглядався Рауль Волш, який хотів також знятися в ролі Сіско Кіда. Планам Волша не судилося збутися: в автокатастрофі актор втратив праве око і на відновлення пішли місяці.